# Kiran Mazumdar-Shaw
Kiran Mazumdar-Shaw (ur. 23 marca 1953 w Bengaluru w stanie Karnataka) – indyjska miliarderka i przedsiębiorczyni, prezeska wykonawcza i założycielka firmy Biocon, była prezeska wykonawcza Indian Institute of Management Bangalore. W roku 2014 została odznaczona medalem Othmer Gold Medal za wkład w postęp nauki. W 2011 została umieszczona na liście 50 kobiet w biznesie Financial Times. W 2019 została wymieniona na 68 miejscu na liście 100 najpotężniejszy kobiet Forbes. W 2020 została odznaczona EY World Entrepreneur Of The Year 2020.

## Wczesne życie
Jej rodzice pochodzili ze stanu Gudźarat. Kiran uczyła się w Bishop Cotton's Girl School w Bangaluru, a następnie w Mount Carmel College, a potem na uniwersytecie w Bangaluru, gdzie studiowała biologię i zoologie. 
Jej ojciec pracował jako główny piwowar w firmie United Breweries i w związku z tym zasugerował córce, aby poszła w jego ślady, mimo że nie był to zawód tradycyjnie wykonywany przez kobiety w Indiach. Aby nauczyć się piwowarskiego fachu, Kiran pobierała nauki na uniwersytecie w Melbourne, gdzie była jedyną kobietą na tym kierunku. Osiągała najlepsze wyniki. W 1975 uzyskała tytuł master brewer. Mimo tego odmówiono jej pracy w Bangaluru i Delhi, więc zaczęła szukać zatrudnienia za granicą. Wyjechała do Szkocji.

## Biocon
Przed przeprowadzką Mazumdar poznała Leslie Auchincloss, założycielkę Biocon Biochemicals Limited w Cork w Irlandii. Firma Auchincloss produkowała enzymy potrzebne w produkcji piwa, opakowania żywności i wyrobu przemysłu włókienniczego.  Auchinloss potrzebowała partnera w Indiach, aby rozpocząć dostawę papainy. Kiran zdecydowała się podjąć się tej pracy, pod warunkiem, że jeśli nie będzie chciała jej kontynuować po sześciu miesiącach, otrzyma stanowisko piwowara porównywalne z tym, z którego zrezygnowała.

### Biocon India
Po krótkim czasie zajmowania funkcji kierowniczej w firmie Biocon Kiran wróciła do Indii, aby nauczyć się więcej o biznesie. W 1978 firma Biocon India rozpoczęła działalność w garażu domu wynajętego przez Kiran w Bangaluru, z kapitałem startowym wynoszącym 10 000 rupii indyjskich (równowartość 520 złotych). Indyjskie prawo ograniczało zagraniczny udział w firmie, w związku z tym 70% przedsiębiorstwa należało do Kiran Mazumdar-Shaw.
Firma Kiran miała problemy z wiarygodnością spowodowane krótką działalnością, płcią założycielki i niesprawdzonym modelem biznesowym. Kolejną trudnością było znalezienie pracowników dla start-upu. Właścicielka musiała stawić czoło wyzwaniom technologicznym w kraju o słabej infrastrukturze naukowej.
Wstępnym projektem firmy była ekstrakcja papainy i karuku. W ciągu roku od powstania Biocon India produkowała i eksportowała enzymy do USA i Europy jako pierwsze indyjskie przedsiębiorstwo.

### Dalsze losy
Ekspansja w kierunku biofarmaceutyki zainicjowała ewolucję firmy Biocon z producenta enzymów przemysłowych w firmę biofarmaceutyczną, której produkty głównie skupiały się na cukrzycy, onkologii i chorobach autoimmunologicznych. W związku z tym założone zostały dwie spółki: Syngene, która zajmuje się wczesnym etapem badań i rozwoju, oraz Clinigene, która zajmuje się badaniami klinicznymi i rozwojem leków. Po latach przedsiębiorstwa połączono.
Wraz z rozwojem zespołu badawczo-rozwojowego firma Biocon otrzymała wsparcie finansowe, które umożliwiło dalszą ekspansję firmy i budowę nowej fabryki, w której użyto zastrzeżonej technologii fermentacji substratów stałych. W późniejszych latach, dzięki amerykańskiemu wsparciu i partnerstwie na początku z firmą Unilever, a po sprzedaży Biocon z Imperial Chemical Industries, wprowadzono najlepsze systemy jakości. Ten dynamiczny rozwój firmy doprowadził do wejścia Biocon na giełdę w 2004.

## Działalność filantropijna
W 2004 roku Kiran Mazumdar-Shaw stworzyła Biocon Fundation. Fundacja koncentruje się na zdrowiu, edukacji i infrastrukturze, zwłaszcza na obszarach wiejskich Karnataki, gdzie brakuje placówek opieki zdrowotnej.

## Nagrody i wyróżnienia
W 2010 roku Kiran Mazumdar-Shaw znalazła się na liście 100 najbardziej wpływowych osób magazynu Time. Umieszczono ją na liście 50 najlepszych kobiet w biznesie magazynu Financial Times. W 2014 roku została wymieniona jako 92 najpotężniejsza kobieta na świecie przez magazyn Forbes. W 2015 w tym samym rankingu awansowała na 85 miejsce. W 2012 magazyn Pharma Leaders uznał ją Hinduską roku. Zajęła także 14 miejsce na liście Hurun India Philantropy List 2019 i zajęła 2 miejsce na liście filantropek 2019 według Hurun Report India Philantropy List.
Kiran Mazumdar-Shaw jest laureatką wielu nagród międzynarodowych, w tym Złotego Medalu Othmera (2014) za wybitny wkład w postep nauki i chemii, Nagrody Nikkei Asia za rozwój regionalny, nagrody „Veuve Clicquot Initiative for Economic Development for Asia”, Ernst & Young Entrepreneur of the Year Award for Life Sciences & Healthcare (2002) oraz „Technology Pioneer” na World Economic Forum (2002).